# Southwest Ranches
Southwest Ranches – miasto w Stanach Zjednoczonych, w stanie Floryda, w hrabstwie Broward.